# 红船 (电影)
《红船》（英語：Red Boat）是2021年中国大陆历史片，导演沈东、王德庆，主演侯京健、陈都灵、王志飞、张桐、唐国强。该片讲述了毛泽东青年时期参加组建中国共产党的历史事迹。该片是中国共产党建党100周年献礼片。

## 演员
- 侯京健 出演 毛泽东
- 陈都灵 出演 杨开慧
- 王志飞 出演 陈独秀
- 张桐 出演 李大钊
- 唐国强 出演 徐世昌
- 余少群 出演 李达
- 俞灏明 出演 范三
- 赵子琪 出演 高君曼
- 秦海璐
- 徐百慧 出演 李励庄

## 上映
2021年4月30日，《红船》的海报和预告片发布。6月25日，该片在浙江省人民大会堂国际会议厅举行首映式。7月9日，《红船》将在中国大陆全面上映，11月30日及12月3日，在澳门的中国优秀电影展上映。